# 33438 Mauriziopajola
33438 Mauriziopajola è un asteroide della fascia principale. Scoperto nel 1999, presenta un'orbita caratterizzata da un semiasse maggiore pari a 2,308333 UA e da un'eccentricità di 0,147887, inclinata di 0,669194° rispetto all'eclittica.